# Higashikagawa
Higashikagawa (東かがわ市 -shi) é uma cidade japonesa localizada na província de Kagawa.
Em 2003 a cidade tinha uma população estimada em 36 988 habitantes e uma densidade populacional de 241,45 h/km². Tem uma área total de 153,19 km².
Recebeu o estatuto de cidade a 1 de Abril de 2003.